# Font d'Hèrcules (Barcelona)
|  | Per a altres significats, vegeu «font d'Hèrcules (Gaudí)». |

La Font d'Hèrcules és una obra situada a la confluència del Passeig de Sant Joan amb el carrer de Còrsega de Barcelona, catalogada com a bé cultural d'interès local.

## Història
Projectada per Salvador Gurri i esculpida per Josep Moret, és la font ornamental més antiga de la ciutat. El 1797 va ser col·locada, juntament amb d'altres, al passeig de l'Esplanada, i fou inaugurada oficialment el 1802 amb motiu de la visita dels reis Carles IV i Maria Lluïsa de Borbó-Parma. Modificada després de la visita reial, prengué aleshores la configuració actual.
Quan es va construir la urbanització del Born, la font es va salvar, ja que quedava en un terreny públic no afectat pel traçat dels nous carrers. Quan es va construir el Palau de les Belles Arts, l'arquitecte August Font va assegurar-se que no es toqués la font, que restà en els jardins d'aquest palau fins que el 1928 va ser traslladada a la seva ubicació actual.
L'any 1987 va ser restaurada i el 1998 va ser netejada i es va substituir el sistema de recirculació de l'aigua. L'any 2010 va ser restaurada íntegrament de nou.

## Descripció

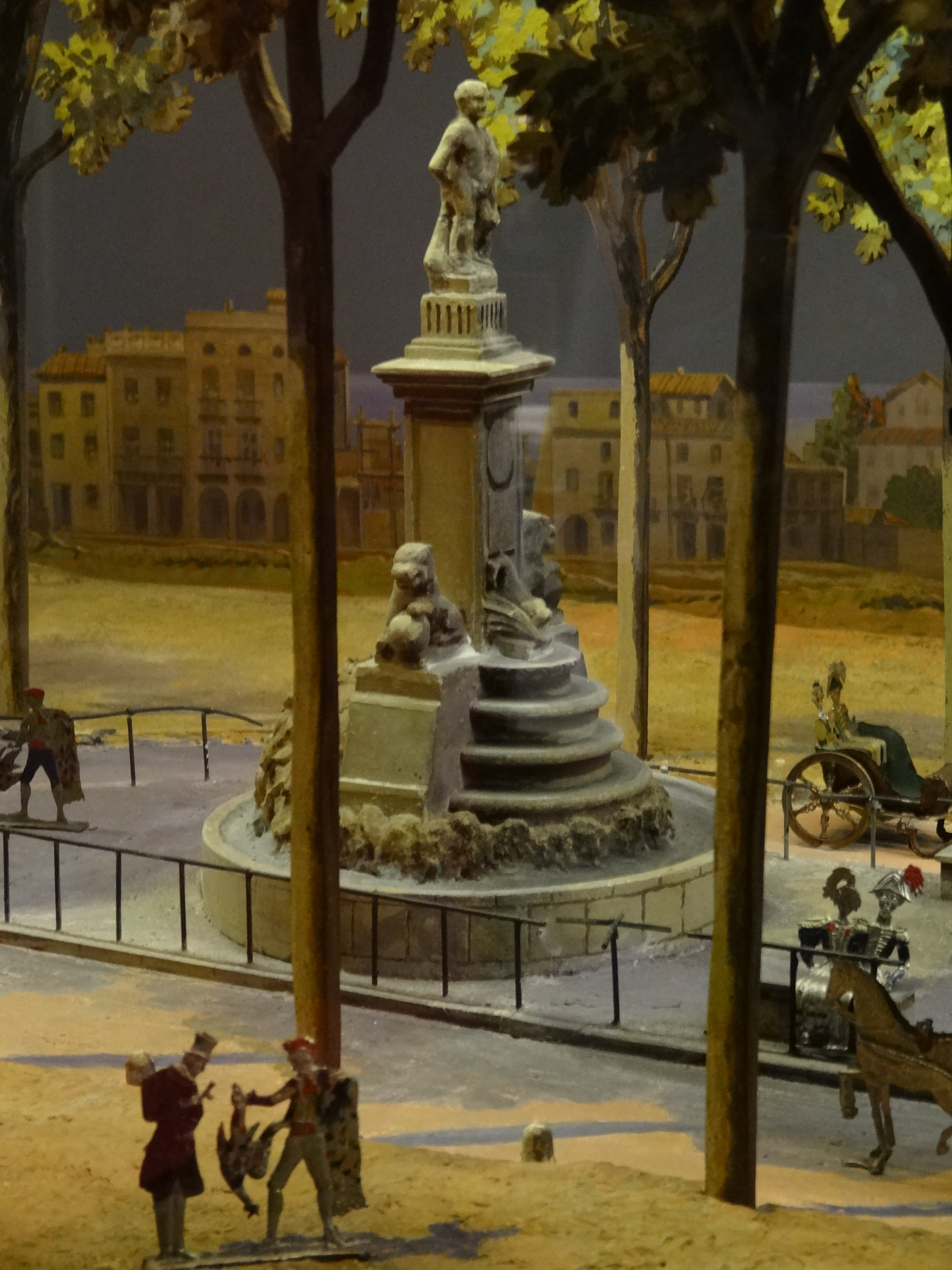
La Font d'Hèrcules al seu emplaçament original del passeig de l'Esplanada tal com es representa al diorama que es conserva al Born Centre Cultural

Presenta planta circular i disposa d'una vorera que permet passejar-hi al seu voltant. És un monument centrat en la talla d'una figura de tipologia dempeus dedicada a la figura mitològica d'Hèrcules, que s'ubica en la part més alta del monument. Aquesta està acompanyada d'altres elements secundaris en la temàtica però que conformen un conjunt compositiu esculpit en pedra de Montjuïc.
L'estàtua representa la figura d'Hèrcules despullat, recolzat sobre un garrot i amb la pell del Lleó de Nemea al seu braç esquerre. En el pedestal que suporta la figura hi ha un medalló ovalat amb el retrat de Carles IV i Maria Lluïsa de Borbó-Parma. El pedestal està flanquejat per dos lleons. Tot el conjunt descansa sobre una base de pedra situada enmig d'un estany circular. La base conté els pedestals que suporten els lleons i a la part central apareix una cascada d'aigua formada per quatre basses semicirculars que aboquen l'aigua una sobre de l'altre. L'aigua brolla d'una petita figura de dofí i els lleons també disposen de brolladors a la boca. Tota l'aigua es recull a la bassa gran que delimita el conjunt. El conjunt presenta una component vertical amb la talla a dalt de tot, els elements amb brolladors a mitja alçada i la bassa d'aigua a baix de tot. L'alçada total del monument equival a unes tres plantes.
Cal destacar el delicat treball de la pedra que s'utilitza per crear els elements decoratius i escultòrics. Tot el conjunt reflecteix un estil neoclàssic, tenint en compte la utilització d'ordres clàssics en la cornisa i pedestals.